# Azeri (cheval)
Azeri, née en 1998, est une jument de course pur-sang anglais américaine née en 1998. Lauréate de 11 groupe 1, membre du Hall of Fame des courses américaines, elle est élue cheval de l'année aux États-Unis en 2002.

## Carrière de courses
Parce qu'elle n'a pas trouvé preneur lors de la vente de yearlings de Keeneland (rachetée pour $ 110 000), Azeri débute sous les couleurs de la famille d'Allen Paulson, son éleveur, décédé en 2000, et pour l'entraînement californien de Laura de Seroux. Débuts plus que tardifs, à la toute fin de son année de 3 ans qui se soldent par deux victoires remarquées, mais actent son absence dans les grands tournois de l'âge classique. Toute neuve à 4 ans, Azeri commence sa saison aux premiers jours de 2002 et ne tarde pas, après un accessit d'honneur pour son premier essai au niveau des groupes (et son unique défaite cette année-là), à s'affirmer au plus haut niveau. La jument, toujours montée par Mike Smith, empile les succès de prestige, Santa Margarita Handicap, Apple Blossom Handicap, Milady Handicap, Vanity Handicap : quatre groupe 1 d'affilée, puis deux victoires à l'étage inférieur en guise de préparatoire à la finale des juments américaines sur le dirt, la Breeders' Cup Distaff. Quittant pour la première fois la Californie, Azeri fait le voyage jusqu'à l'hippodrome d'Arlington Park dans l'Illinois pour n'y faire qu'une bouchée de ses adversaires. Son quasi sans-faute et son outrageuse domination lui assurent bien sûr le titre de jument d'âge de l'année, mais aussi celui de cheval de l'année aux dépens du 3 ans War Emblem, tout de même vainqueur du Kentucky Derby et des Preakness Stakes. C'est seulement la troisième fois depuis 1971, c'est-à-dire depuis que le système de vote des Eclipse Awards est mis en place, qu'une femelle remporte le titre suprême après la Française All Along et Lady's Secret - mais toutes deux avaient battu les mâles, tandis qu'Azeri n'a affronté que des juments et des pouliches.
En 2003, bis repetita : Azeri reprend grosso modo le même programme que l'année précédente et double la mise dans le Apple Blossom Handicap, Milady Handicap, le Vanity Handicap et les Clement L. Hirsch Stakes. Mais sur le chemin qui doit la mener à la Breeders' Cup, elle se blesse sérieusement au tendon dans le Lady's Secret Breeders' Cup Handicap. Laura de Seroux recommande alors de mettre un terme à la carrière de la pouliche, mais son propriétaire Michael Paulson, fils d'Allen, entend bien continuer à voir courir sa jument et décide de changer d'entraîneur. Wayne Lukas remplace Laura de Seroux, Azeri passe de la Côte Ouest à la Côte Ouest et retrouve les hippodromes six mois plus tard. Mais c'est bien en Californie qu'elle fait sa rentrée en s'offrant un triplé inédit dans le Apple Blossom Handicap. En revanche, sur la Côte Est, les choses se passent beaucoup moins bien. Elle qui n'avait connu que deux fois la défaite en 17 courses en subit trois d'affilée, et très nette, alors que Pat Day remplace Mike Smith sur son dos. Pourtant elle retrouve le goût de la victoire dans le Go For Wand Handicap, son dixième groupe 1, puis après une honorable défaite dans le Personal Ensign Handicap, en remporte un onzième et dernier dans les Spinster Stakes. La voilà prête pour un doublé dans la Breeders' Cup Distaff, mais son entourage décide de tenter le diable en allant défier les mâles dans la Breeders' Cup Classic. Le lot est extrêmement relevé, avec la bombe Ghostzapper, Pleasantly Perfect (Dubaï World Cup), Funny Cide, qui a manqué de peu la Triple Couronne en 2003 (vainqueur du Kentucky Derby et des Preakness Stakes, troisième des Belmont Stakes) et Birdstone, vainqueur des Belmont Stakes. Un peu trop relevé peut-être, pour celle qui n'est plus tout à fait la championne d'autrefois. Azeri termine cinquième et, devenue alors la jument la plus riche de l'histoire des courses américaines (jusqu'à l'avènement de Zenyatta en 2011), entre au haras avec un troisième titre de jument d'âge de l'année. En 2010, elle est élue au Hall of Fame des courses américaines. 

### Résumé de carrière
| Date         | Hippodrome      | Pays        | Course                               | Statut      | Distance    | Jockey      | Place       | Écart       | Vainqueur ou deuxième |
| 2001, 3 ans  | 2001, 3 ans     | 2001, 3 ans | 2001, 3 ans                          | 2001, 3 ans | 2001, 3 ans | 2001, 3 ans | 2001, 3 ans | 2001, 3 ans | 2001, 3 ans           |
| ------------ | --------------- | ----------- | ------------------------------------ | ----------- | ----------- | ----------- | ----------- | ----------- | --------------------- |
| 1er novembre | Santa Anita     | États-Unis  | Maiden                               |             | 1 200 m     | Mike Smith  | 1er / 9     | 6           | Southern Oasis        |
| 17 décembre  | Hollywood Park  | États-Unis  | Allowance                            |             | 1 300 m     | Mike Smith  | 1er / 7     | 3           | Burning Breeze        |
| 2002, 4 ans  |                 |             |                                      |             |             |             |             |             |                       |
| 2 janvier    | Santa Anita     | États-Unis  | Optionnal Claiming                   |             | 1 600 m     | Mike Smith  | 1er / 6     | 3           | Elaine's Angel        |
| 9 février    | Santa Anita     | États-Unis  | La Canada Stakes                     | Gr. 2       | 1 800 m     | Mike Smith  | 2e / 6      | 1           | Summer Colony         |
| 10 mars      | Santa Anita     | États-Unis  | Santa Margarita Handicap             | Gr. 1       | 1 800 m     | Mike Smith  | 1er / 7     | 3           | Spain                 |
| 5 avril      | Oaklawn Park    | États-Unis  | Apple Blossom Handicap               | Gr. 1       | 1 700 m     | Mike Smith  | 1er / 5     | 1 ¾         | Affluent              |
| 25 avril     | Hollywood Park  | États-Unis  | Milady Handicap                      | Gr. 1       | 1 700 m     | Mike Smith  | 1er / 6     | 3 ½         | Affluent              |
| 22 juin      | Hollywood Park  | États-Unis  | Vanity Handicap                      | Gr. 1       | 1 800 m     | Mike Smith  | 1er / 5     | 3           | Affluent              |
| 11 août      | Del Mar         | États-Unis  | Clement L. Hirsch Stakes             | Gr. 2       | 1 700 m     | Mike Smith  | 1er / 5     | 2           | Angel Gift            |
| 2 octobre    | Santa Anita     | États-Unis  | Lady's Secret Breeders' Cup Handicap | Gr. 2       | 1 700 m     | Mike Smith  | 1er / 7     | 3 ½         | Starrer               |
| 26 octobre   | Arlington Park  | États-Unis  | Breeders' Cup Distaff                | Gr. 1       | 1 800 m     | Mike Smith  | 1er / 8     | 5           | Farda Amiga           |
| 2003, 5 ans  |                 |             |                                      |             |             |             |             |             |                       |
| 5 mai        | Oaklawn Park    | États-Unis  | Apple Blossom Handicap               | Gr. 1       | 1 800 m     | Mike Smith  | 1er / 7     | tête        | Take Charge Lady      |
| 24 mai       | Hollywood Park  | États-Unis  | Milady Handicap                      | Gr. 1       | 1 700 m     | Mike Smith  | 1er / 6     | 3           | Enjoy                 |
| 21 juin      | Hollywood Park  | États-Unis  | Vanity Handicap                      | Gr. 1       | 1 800 m     | Mike Smith  | 1er / 7     | 2           | Sister Girl Blues     |
| 10 août      | Del Mar         | États-Unis  | Clement L. Hirsch Stakes             | Gr. 2       | 1 700 m     | Mike Smith  | 1er / 5     | 3 ¼         | Got Koko              |
| 28 septembre | Santa Anita     | États-Unis  | Lady's Secret Breeders' Cup Handicap | Gr. 2       | 1 700 m     | Mike Smith  | 2e / 6      | 2 ¼         | Got Koko              |
| 2004, 6 ans  |                 |             |                                      |             |             |             |             |             |                       |
| 3 avril      | Oaklawn Park    | États-Unis  | Apple Blossom Handicap               | Gr. 1       | 1 800 m     | Mike Smith  | 1er / 6     | 3 ¼         | Star Parade           |
| 1er mai      | Churchill Downs | États-Unis  | Humana Distaff Handicap              | Gr. 1       | 1 400 m     | Mike Smith  | 2e / 4      | tête        | Mayo On the Side      |
| 31 mai       | Belmont Park    | États-Unis  | Metropolitan Handicap                | Gr. 1       | 1 600 m     | Pat Day     | 8e / 9      | 6 ¾         | Pico Central          |
| 19 juin      | Belmont Park    | États-Unis  | Ogden Phipps Handicap                | Gr. 1       | 1 700 m     | Pat Day     | 4e / 4      | 12          | Sightseek             |
| 1er août     | Saratoga        | États-Unis  | Go For Wand Handicap                 | Gr. 1       | 1 800 m     | Pat Day     | 1er / 5     | 1 ¾         | Sightseek             |
| 27 août      | Saratoga        | États-Unis  | Personal Ensign Handicap             | Gr. 1       | 2 000 m     | Pat Day     | 2e / 5      | 1 ¼         | Storm Flag Flying     |
| 10 octobre   | Keeneland       | États-Unis  | Spinster Stakes                      | Gr. 1       | 1 800 m     | Pat Day     | 1er / 7     | 3           | Tamweel               |
| 30 octobre   | Lone Star Park  | États-Unis  | Breeders' Cup Classic                | Gr. 1       | 2 000 m     | Pat Day     | 5e / 13     | 9 ¾         | Ghostzapper           |

## Au haras
Azeri commence sa carrière de poulinière à Hill 'n' Dale Farms, dans le Kentucky. Une carrière plutôt réussie, puisqu'elle donne 
- Wine Princess (par Ghostzapper) : Falls City Handicap (Gr.2), Monmouth Oaks (Gr.3), 2e Indiana Oaks (Gr.2), Molly Pitcher Stakes (Gr.2), Chilukki Stakes (Gr.2), 3e Spinster Stakes. (Gr.1)
- Arienza (par Giant's Causeway) : 2e Fantasy Stakes (Gr.2).

En 2009, Azeri est présentée aux ventes de Keeneland où les enchères montent jusqu'à $ 4400000, mais la jument n'est pas vendue. Pleine de Distorted Humor, elle repasse sur le ring en novembre et elle est vendue au Japon pour $ 2250000. Azeri rejoint Northern Farm, le plus grand haras du pays, et ses foals et yearlings s'arrachent à coups de millions de dollars. Parmi eux Leukerbad (par Deep Impact), troisième du Kyoto Shimbun Hai (Gr.2) et du Kisaragi Sho (Gr.3).

## Origines
Azeri est le meilleur produit de Jade Hunter, lauréat du Donn Handicap et du Gulfstream Park Handicap, qui a fait sa carrière d'étalon entre les États-Unis, la Nouvelle-Zélande et le Japon, avec une réussite relative. Il a tout de même donné plusieurs chevaux de groupe 1 dont Yagli, vainqueur du Gulfstream Park Handicap, du United Nations Handicap et du Manhattan Handicap, deuxième de la Breeders' Cup Turf et Stuka, qui s'est adjugé le Santa Anita Handicap ou encore Midway Road, deuxième des Preakness Stakes.
Azeri est le deuxième et dernier produit de sa mère Zodiac Miss, une Australienne lauréate de groupe 3 dans son pays, morte en 1999 frappée par la foudre dans son pré. 

### Pedigree
| Origines de Azeri (USA), jument baie brune née en 1998 | Origines de Azeri (USA), jument baie brune née en 1998 | Origines de Azeri (USA), jument baie brune née en 1998 | Origines de Azeri (USA), jument baie brune née en 1998 |
| ------------------------------------------------------ | ------------------------------------------------------ | ------------------------------------------------------ | ------------------------------------------------------ |
| Père Jade Hunter                                       | Mr. Prospector                                         | Raise a Native                                         | Native Dancer                                          |
| Père Jade Hunter                                       | Mr. Prospector                                         | Raise a Native                                         | Raise You                                              |
| Père Jade Hunter                                       | Mr. Prospector                                         | Gold Digger                                            | Nashua                                                 |
| Père Jade Hunter                                       | Mr. Prospector                                         | Gold Digger                                            | Sequence                                               |
| Père Jade Hunter                                       | Jadana                                                 | Pharly                                                 | Lyphard                                                |
| Père Jade Hunter                                       | Jadana                                                 | Pharly                                                 | Comely                                                 |
| Père Jade Hunter                                       | Jadana                                                 | Janina                                                 | Match                                                  |
| Père Jade Hunter                                       | Jadana                                                 | Janina                                                 | Jennifer                                               |
| Mère Zodiac Miss                                       | Ahonoora                                               | Lorenzaccio                                            | Klairon                                                |
| Mère Zodiac Miss                                       | Ahonoora                                               | Lorenzaccio                                            | Phoenissa                                              |
| Mère Zodiac Miss                                       | Ahonoora                                               | Helen Nichols                                          | Martial                                                |
| Mère Zodiac Miss                                       | Ahonoora                                               | Helen Nichols                                          | Quaker Girl                                            |
| Mère Zodiac Miss                                       | Capriconia                                             | Try My Best                                            | Northern Dancer                                        |
| Mère Zodiac Miss                                       | Capriconia                                             | Try My Best                                            | Sex Appeal                                             |
| Mère Zodiac Miss                                       | Capriconia                                             | Franconia                                              | Rheingold                                              |
| Mère Zodiac Miss                                       | Capriconia                                             | Franconia                                              | Miss Glasso (famille 1-l)                              |